# Mondseer Lyrikpreis
Der Mondseer Lyrikpreis ist ein Literaturpreis, welcher von in der Marktgemeinde Mondsee im Rahmen der Mondseer Literaturtage verliehen wird.
Der Preis wird von der Kulturinitiative Mundwerk – Literatur in der Oedmühle alle zwei Jahre ausgeschrieben und ist mit 7.500 Euro dotiert.

## Preisträger
- 1998 Norbert Hummelt
- 1999 Oswald Egger
- 2001 Michael Donhauser
- 2004 Jan Wagner
- 2006 Ron Winkler
- 2008 Erwin Einzinger
- 2010 Nadja Küchenmeister
- 2012 Kerstin Preiwuß[1]
- 2015 Steffen Popp
- 2017 Daniela Seel
- 2019 keine Vergabe
- 2021 Mara-Daria Cojocaru
- 2023 Yevgeniy Breyger[2]
- 2025 Christian Filips[3]